# I Might Be Wrong: Live Recordings
I Might Be Wrong: Live Recordings és un EP de directes de la banda anglesa de rock alternatiu Radiohead. El disc està format només per vuit cançons enregistrades en viu durant la gira realitzada a Europa i Amèrica del Nord durant el 2001.
"I Might Be Wrong", tema planejat originalment per a ser el tercer single d'Amnesiac, es va convertir finalment en el primer i fins ara únic, disc de la banda en viu. Llançat al novembre de 2001, I Might Be Wrong: Live Recordings conté material de Kid A i Amnesiac, a més d'incloure una cançó que no havia estat inclosa abans en cap àlbum, "True Love Waits", que Thom Yorke interpreta amb una guitarra acústica.
Cançons com "The National Anthem", "I Might Be Wrong" o "Like Spinning Plates" incorporen arranjaments diferents respecte a les versions d'estudi. La fredor de l'experimentació mostrada en els àlbums anteriors és renovada amb sons molt més acústics i substituint els sintetitzadors amb guitarres acústiques i pianos.

## Llista de cançons
Totes les cançons foren escrites i compostes per Radiohead excepte les indicades. 
| Núm.          | Títol                           | Composició             | Directe des de                        | Durada |
| ------------- | ------------------------------- | ---------------------- | ------------------------------------- | ------ |
| 1.            | «The National Anthem»           |                        | Vaison la Romaine, 28 de maig de 2001 | 4:57   |
| 2.            | «I Might Be Wrong»              |                        | Oxford, 7 de juliol de 2001           | 4:52   |
| 3.            | «Morning Bell»                  |                        | Oxford, 7 de juliol de 2001           | 4:14   |
| 4.            | «Like Spinning Plates»          |                        | Cleveland, 8 d'agost de 2001          | 3:47   |
| 5.            | «Idioteque»                     | Radiohead, Paul Lansky | Oxford, 7 de juliol de 2001           | 4:24   |
| 6.            | «Everything In Its Right Place» |                        | Vaison la Romaine, 28 de maig de 2001 | 7:42   |
| 7.            | «Dollars and Cents»             |                        | Oxford, 7 de juliol de 2001           | 5:15   |
| 8.            | «True Love Waits»               |                        | Los Angeles, 20 d'agost de 2001       | 5:00   |
| Durada total: | Durada total:                   | Durada total:          | Durada total:                         | 40:11  |